# Nuovo Museo archeologico di Ugento
Il Nuovo Museo archeologico di Ugento è un museo civico italiano allestito nell’ex convento di Santa Maria della Pietà dei Frati Minori Osservanti, a Ugento in provincia di Lecce.

## Descrizione

### Storia
Il convento venne edificato nel XV secolo probabilmente dall'architetto Francesco Colaci da Surbo. La struttura rimase luogo di preghiera e culto fino al 1866 quando all'indomani dell'Unità d'Italia e in virtù della legge sulla soppressione delle congregazioni religiose (regio decreto 3036), il monastero venne devoluto al Demanio dello Stato e adibito a Caserma dei reali Carabinieri. In seguito, i locali dell’ex monastero, si trasformarono in aule scolastiche ed uffici municipali. La destinazione d'uso del convento mutò nuovamente nel 1968 quando venne fondato il Museo Civico di Archeologia e Paleontologia, che in seguito al lungo intervento di restauro, concluso nel 2009, assunse la denominazione di “Nuovo Museo Archeologico”.

### Descrizione architettonica
La struttura architettonica è austera, in conformità al modello di vita francescana. Un convento essenziale, con il chiostro centrale contornato dal refettorio e da aule di servizio, piccole celle e una biblioteca, al primo piano, che nel settecento venne decorata e denominata Sala del Priore. Annessa al convento la chiesa di Santa Maria della Pietà, che una volta donata alla Congregazione dell’Addolorata venne dedicata a Sant’Antonio da Padova. Nella prima metà del ‘600, questa, subì dei rimaneggiamenti. Per ridimensionare l’edificio di culto venne costruito un muro laterale che creò un’intercapedine tra il chiostro e la chiesa stessa. Tale rimaneggiamento cancellò del tutto il ciclo pittorico delle cappelle laterali della chiesa, che tornò alla luce in seguito agli ultimi interventi di restauro. Le cappelle murate si aprono, oggi, a destra del vecchio ingresso principale, in prossimità della chiesa, e sono visitabili.

#### Le cappelle del Cinquecento

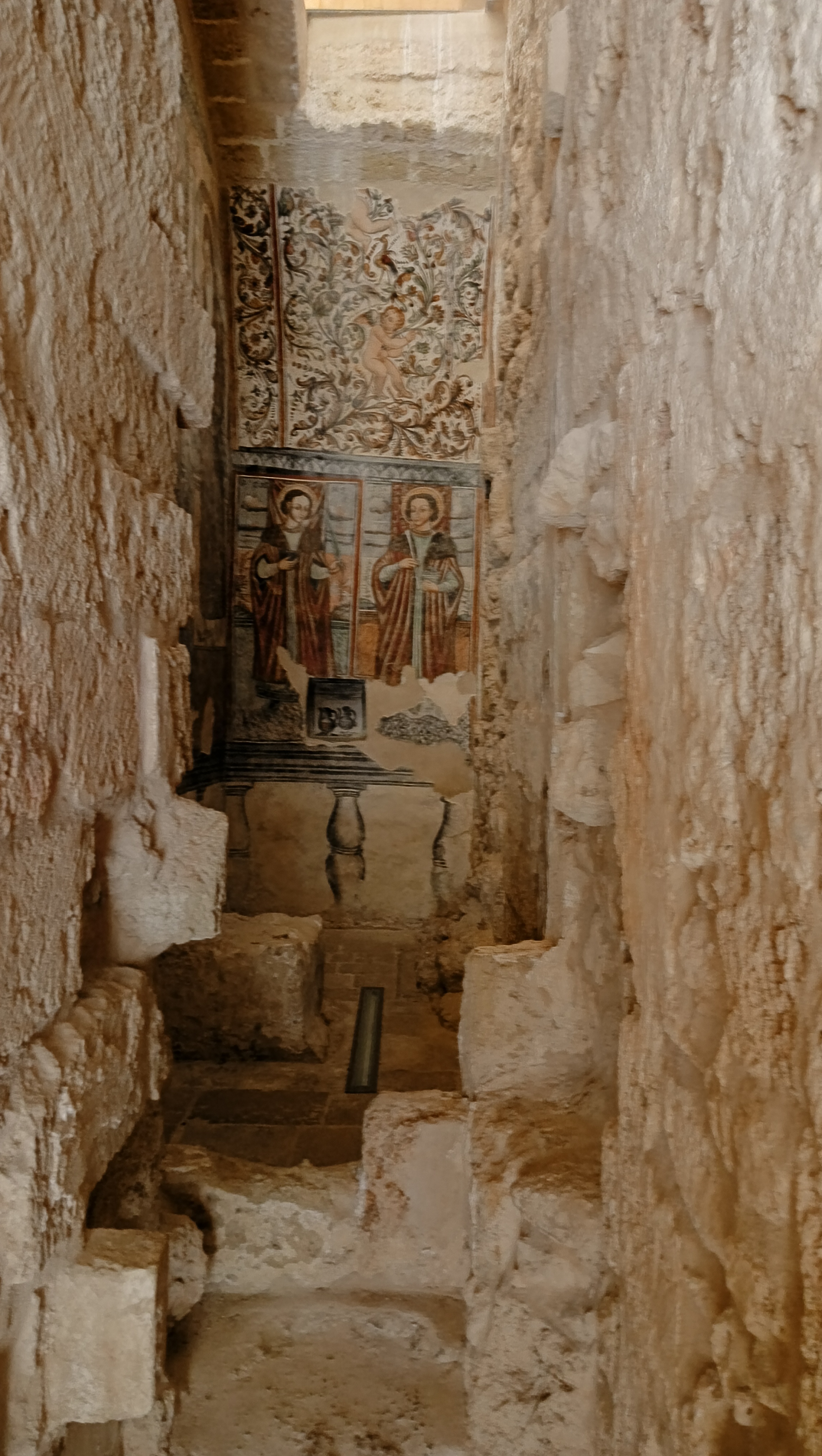
Ingresso della Cappella della Madonna di Costantinopoli

Nella prima Cappella è raffigurata la Madonna di Costantinopoli assisa in trono tra San Bonaventura e San Francesco da Paola, datata 1598. Nella parte inferiore è presente una finta balaustra a colonnine da cui parte un disegno a girali che corre lungo tutto l’arco. Al centro, sono raffigurati i Santi medici Cosma e Damiano, separati da una nicchia quadrangolare nella quale sono raffigurate due ampolle sacre.
Nella seconda Cappella campeggia la Madonna del Latte:  al di sotto della stessa iconografia mariana è presente una parte d'affresco che reca una flotta di galee, chiaro riferimento alla Battaglia Navale di Lepanto del 1571. Sotto il tondo raffigurante l'Incoronazione della Vergine è presente un’iscrizione che riporta il nome della committente Donna Aurelia Perreca. Il ciclo affrescale viene completato da una iconografia cinquecentesca della Vergine del Rosario e da una parte di affresco raffigurante i Santi Medici Cosma e Damiano.
La terza è intitolata all'Annunciazione, con affreschi che ritraggono la Vergine Maria, San Nicola e Sant'Antonio da Padova.
La quarta Cappella è dedicata alla Crocifissione, con affreschi raffiguranti la Vergine Desolata, San Giovanni Evangelista, il Cireneo che prende la Croce del Cristo sulle spalle ed altre raffigurazioni afferenti la passione e morte di Gesù Cristo.

#### Gli affreschi del Settecento
Durante gli ultimi interventi di restauro, nel portico afferente il Chiostro dell'ex Convento di Santa Maria della Pietà sono venuti alla luce anche tre affreschi che recano cene di alcuni prodigi compiuti da Sant'Antonio da Padova, in particolare: il Miracolo della Mula e l'Incontro tra il Santo ed Ezzelino III da Romano e la "conversione" di quest'ultimo. Quest'iconografia, in ultimo, appartiene all'ultima fase decorativa del Convento di Santa Maria della Pietà, che oggi ospita le collezioni museali, ed è datata 1775. Ignoto risulta l'autore, mentre è ben messo in evidenza il riferimento al committente e devoto Saverio Pisanello.

#### Il refettorio

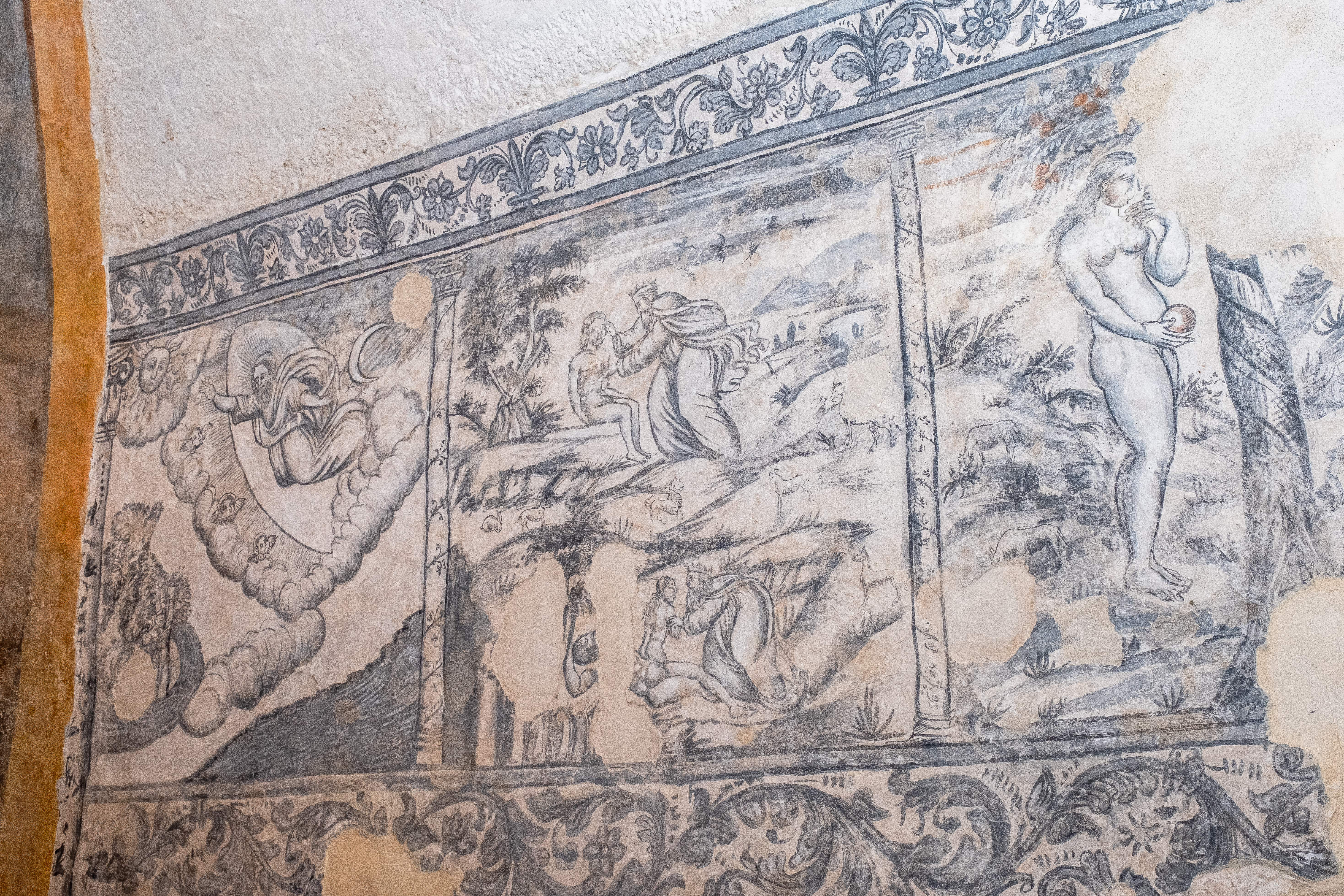
Particolare dell'affresco nel refettorio.

La grande aula del refettorio presenta un maestoso affresco settecentesco raffigurante l’Ultima cena al di sopra del quale, all’interno di un ovale, compare l’Immacolata. La decorazione di questo ambiente comprende anche un ciclo monocromatico cinquecentesco che corre lungo le pareti con scene tratte dalla Genesi: la Separazione delle tenebre, la creazione di Adamo ed Eva, il peccato originale, la cacciata dal paradiso, Adamo al lavoro, la costruzione dell’Arca, il Diluvio Universale e il Sacrificio di Noè. In basso, decorazione continua con racemi, girali e figure allegoriche eseguita tra la fine del ‘500 e gli inizi del ‘600.

#### Sala del Priore

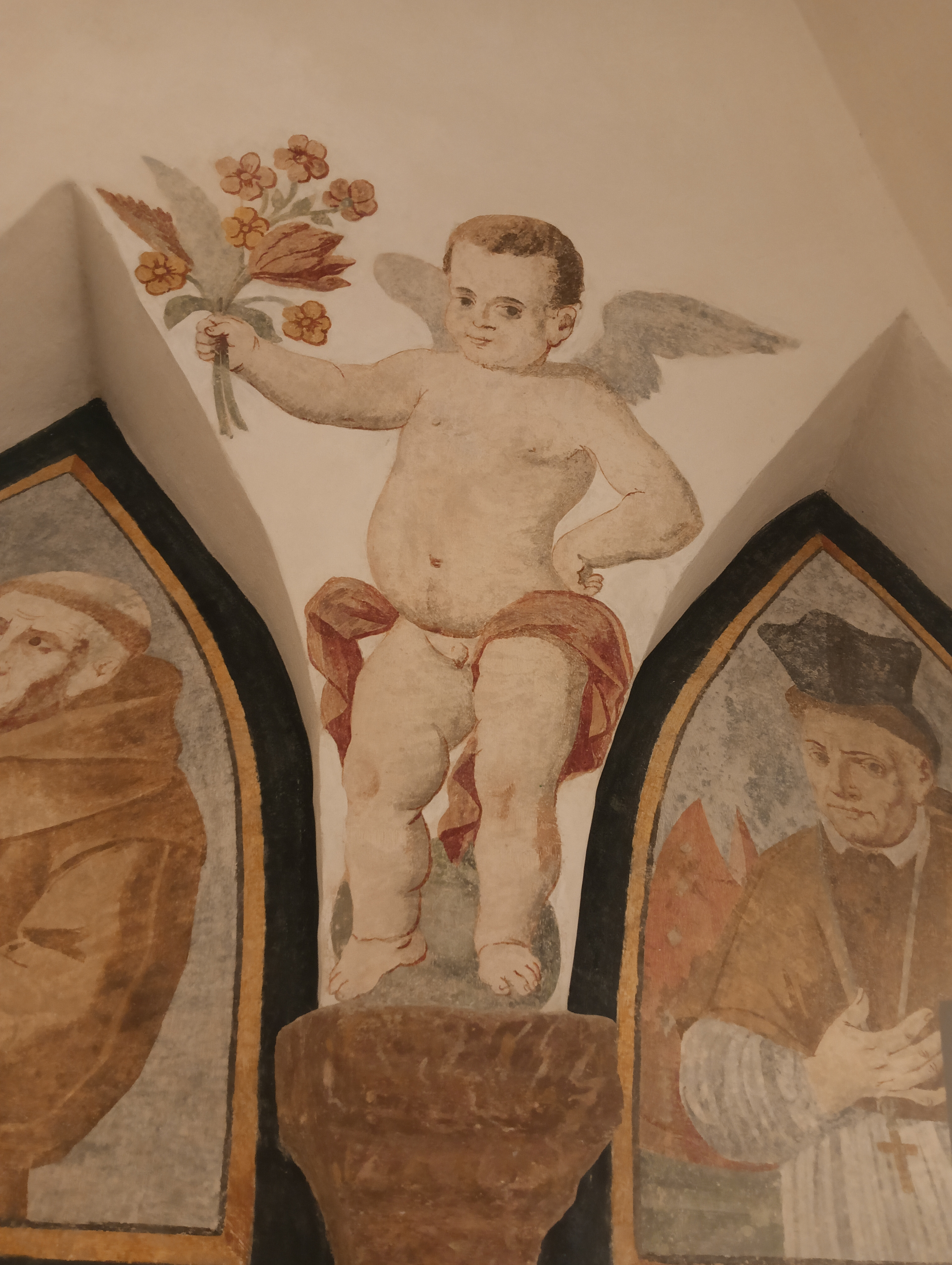
Particolare della Sala del Priore

Originariamente il convento possedeva una biblioteca, che nei primi anni del settecento venne affrescata e denominata “Sala del Priore”. Sul soffitto domina lo stemma del vescovo francescano Lazaro y Terrez, sostenuto da putti che ritornano tra le lunette della volta in cui si alternano l’Immacolata e i santi dell’ordine francescano: san Bonaventura, san Francesco d’Assisi, sant’Antonio da Padova, san Bernardino da Siena, San Pietro d’Alcantara, San Giovanni da Capestrano, San Ludovico da Tolosa, Santa Chiara, Santa Elisabetta d’Ungheria e Santa Elisabetta del Portogallo.

## Attuale criterio espositivo

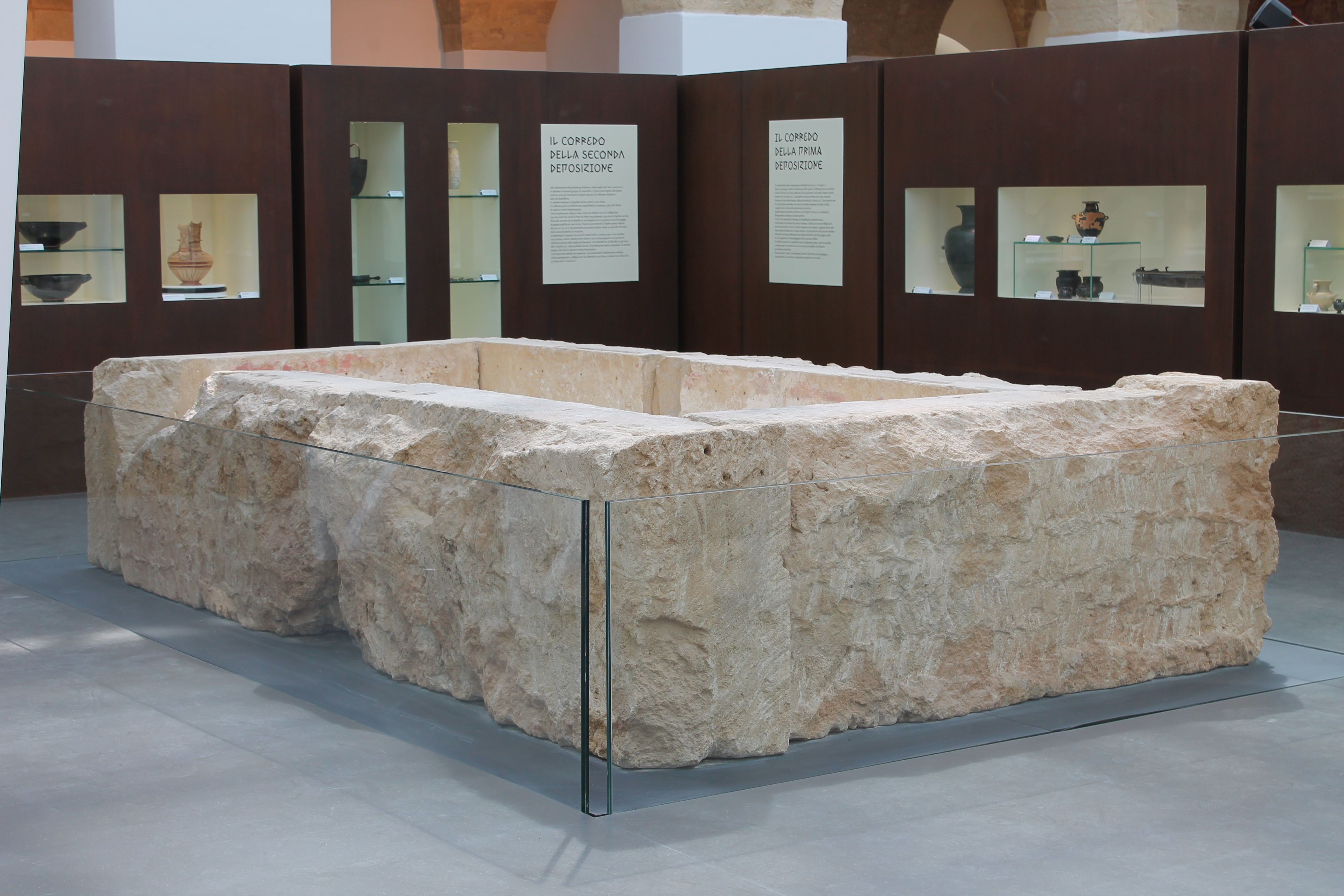
Tomba dell'atleta

Attualmente il Nuovo Museo Archeologico è articolato su due piani e ospita reperti che vanno dalla Preistoria al Medioevo affiancati da pannelli didattici. Il piano terra ospita due delle scoperte più eccezionali avvenute a partire dagli anni sessanta: la Tomba dell’Atleta, scoperta nel 1970 in via Salentina e la riproduzione dello Zeus, capolavoro della bronzistica magnogreca, rinvenuto, a Ugento, in via Fabio Pittore nel 1961.
Il primo piano, oltre all'Antiquarium in cui sono conservati tutti i reperti della vecchia esposizione, ospita delle sale dedicate alle necropoli di Ugento e alle mura della città antica; altre sale sono, invece, dedicate ai culti indigeni della Messapia; sono esposti, infatti, oggetti votivi e statuette in terracotta datate all’Età Ellenistica provenienti dall’antico porto ugentino di Torre San Giovanni, reperti rinvenuti nel santuario arcaico di Monte Papalucio a Oria, calchi di statuette in terracotta raffiguranti divinità di età arcaica. Infine, trovano esposizione al piano superiore oggetti di ceramica medievale di produzione ugentina, e le monete, con particolare attenzione per quelle appartenenti alla zecca ugentina, e alla preistoria e protostoria locale.

## Galleria d'immagini

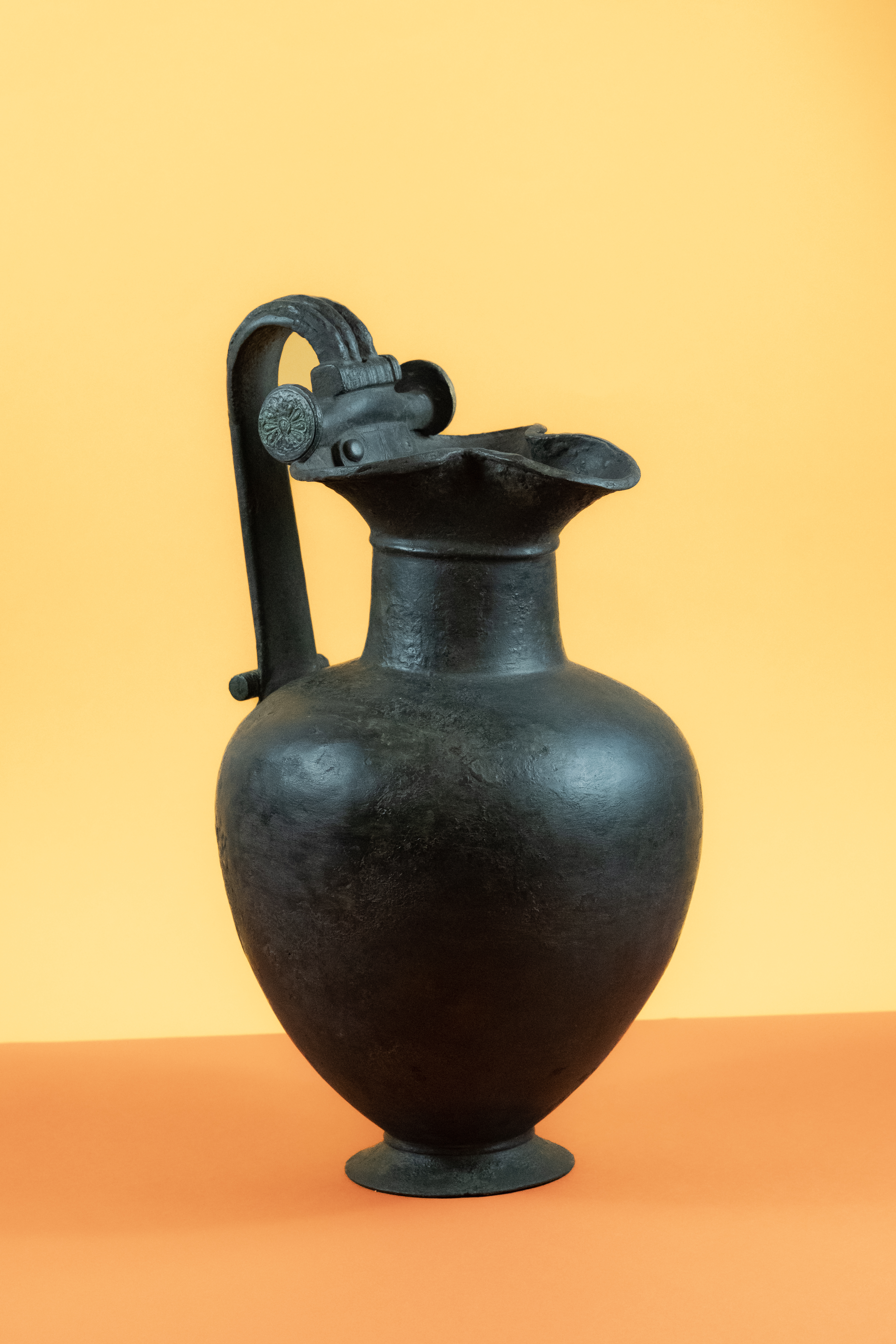
Oinochoe
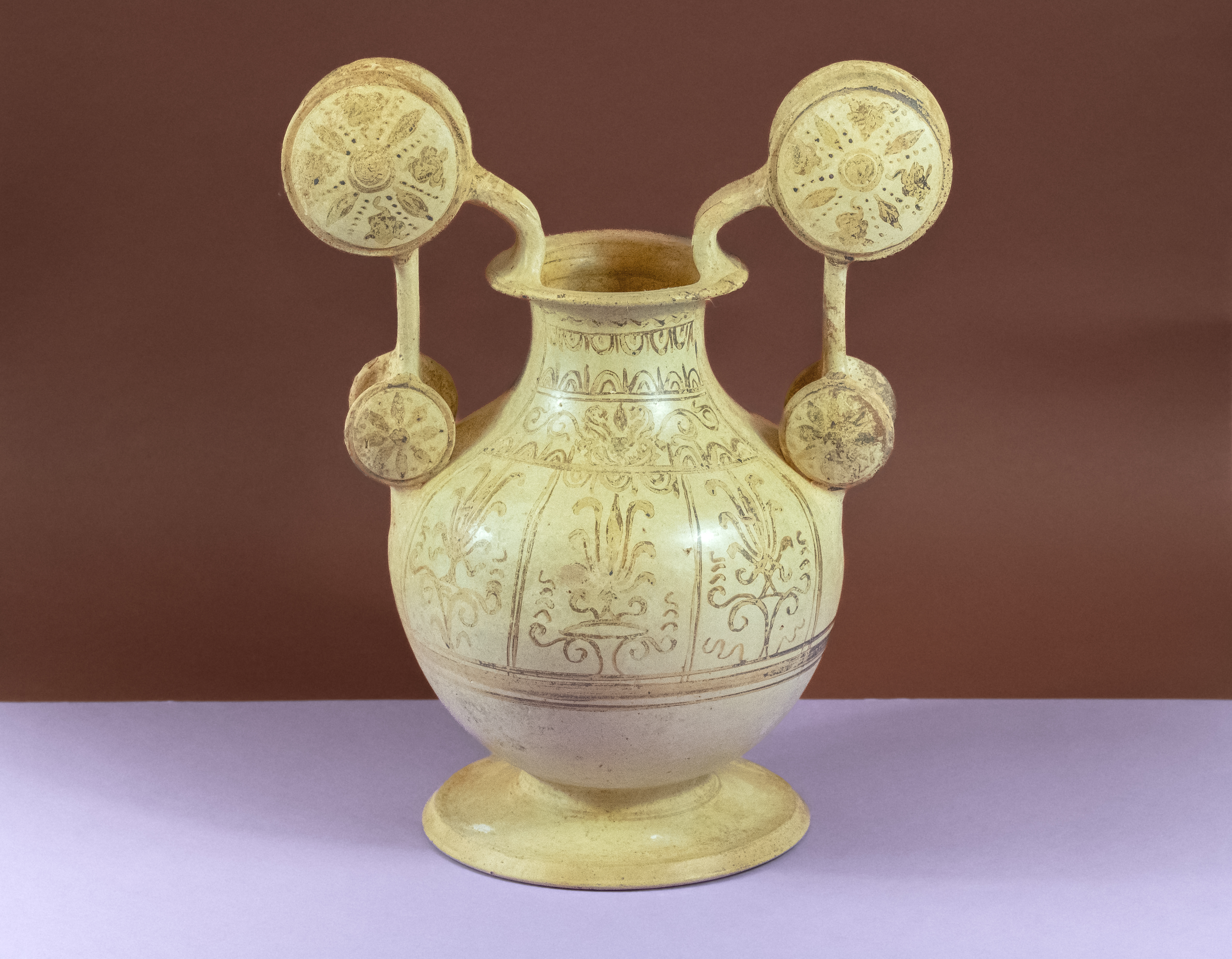
Trozzella
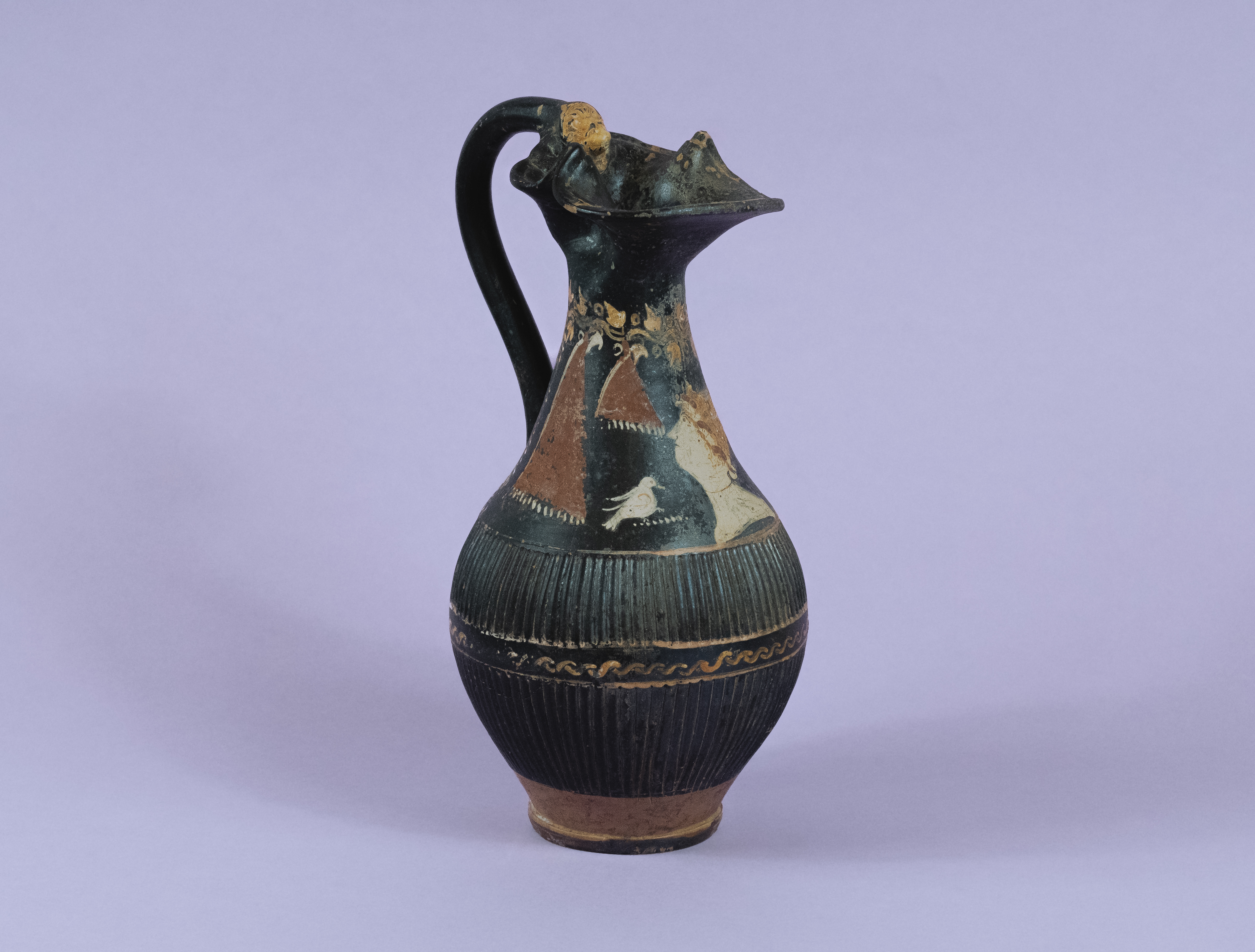
Oinochoe in stile di Gnathia
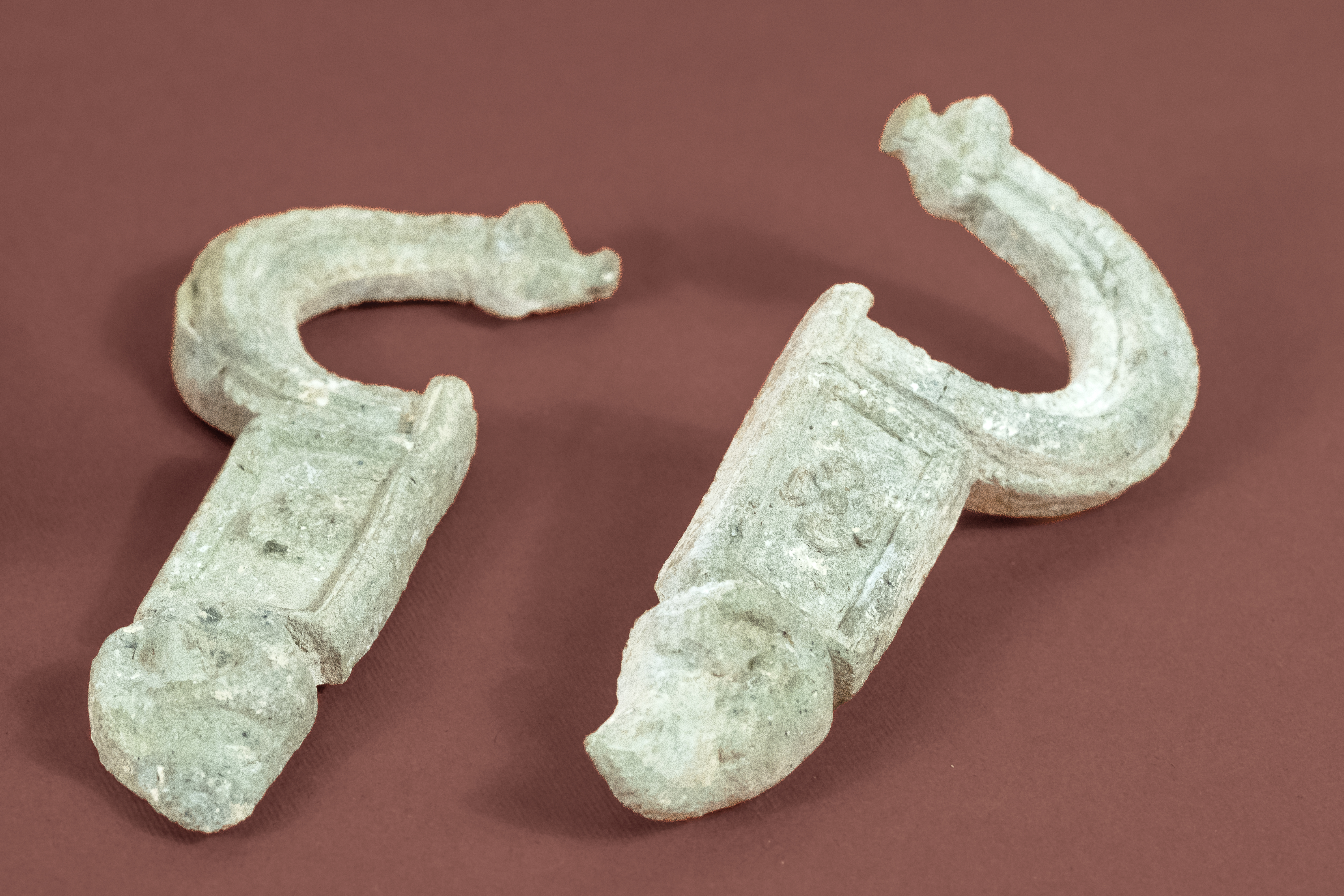
Appliques in terracotta con alta staffa e terminazione a protome
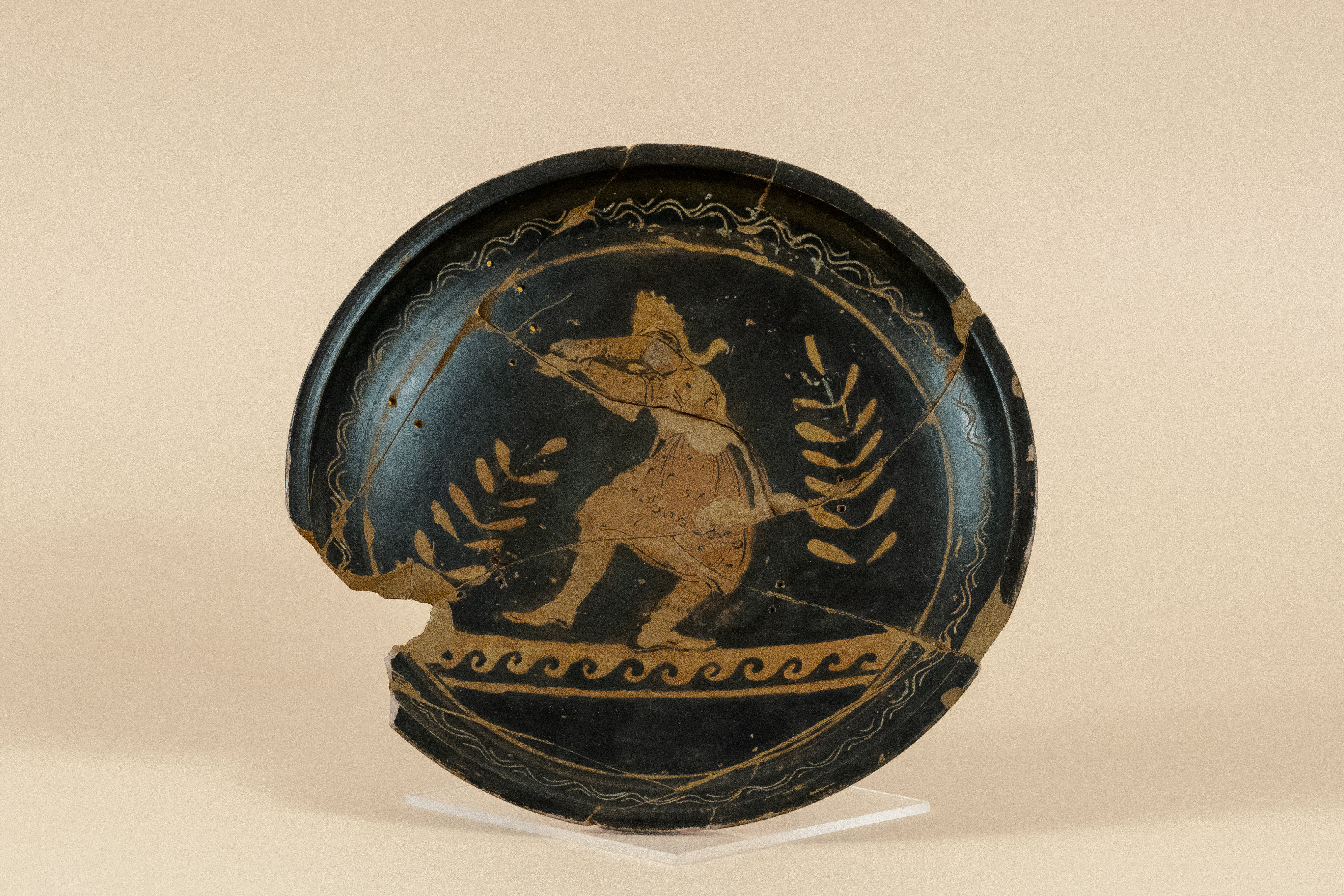
Piatto a figure rosse
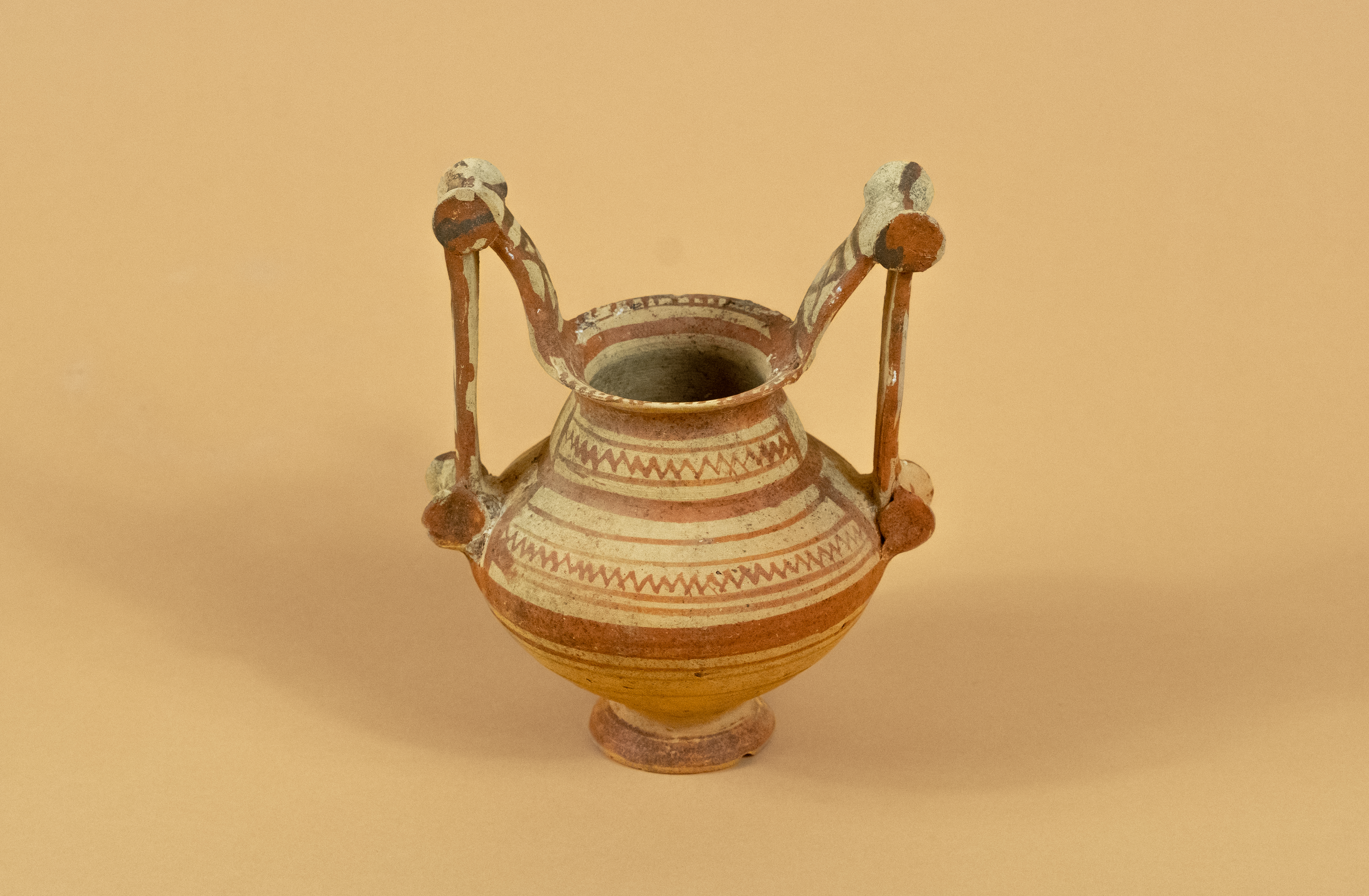
Trozzella con decorazione a motivi geometrici
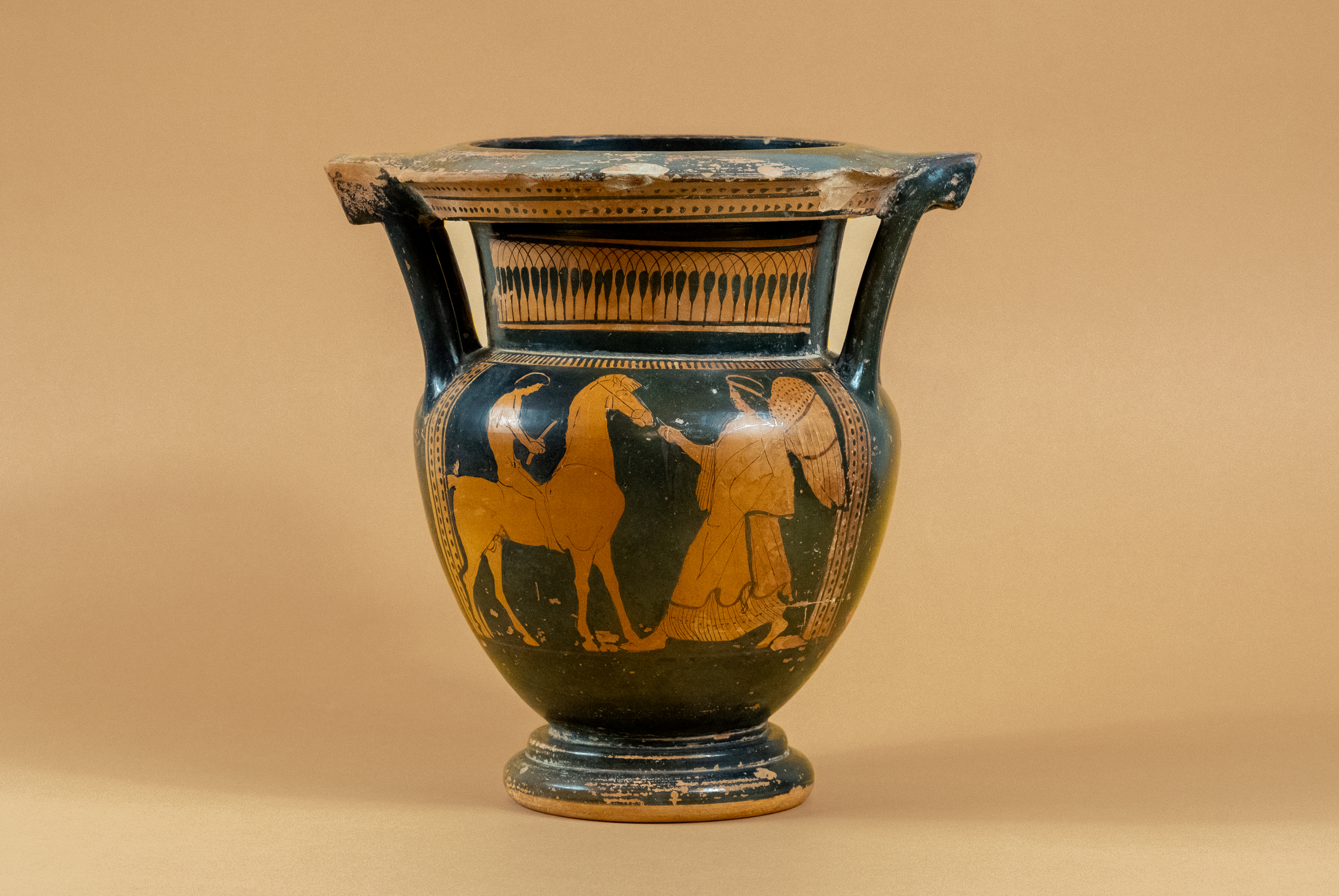
Cratere a colonnette attico a figure rosse
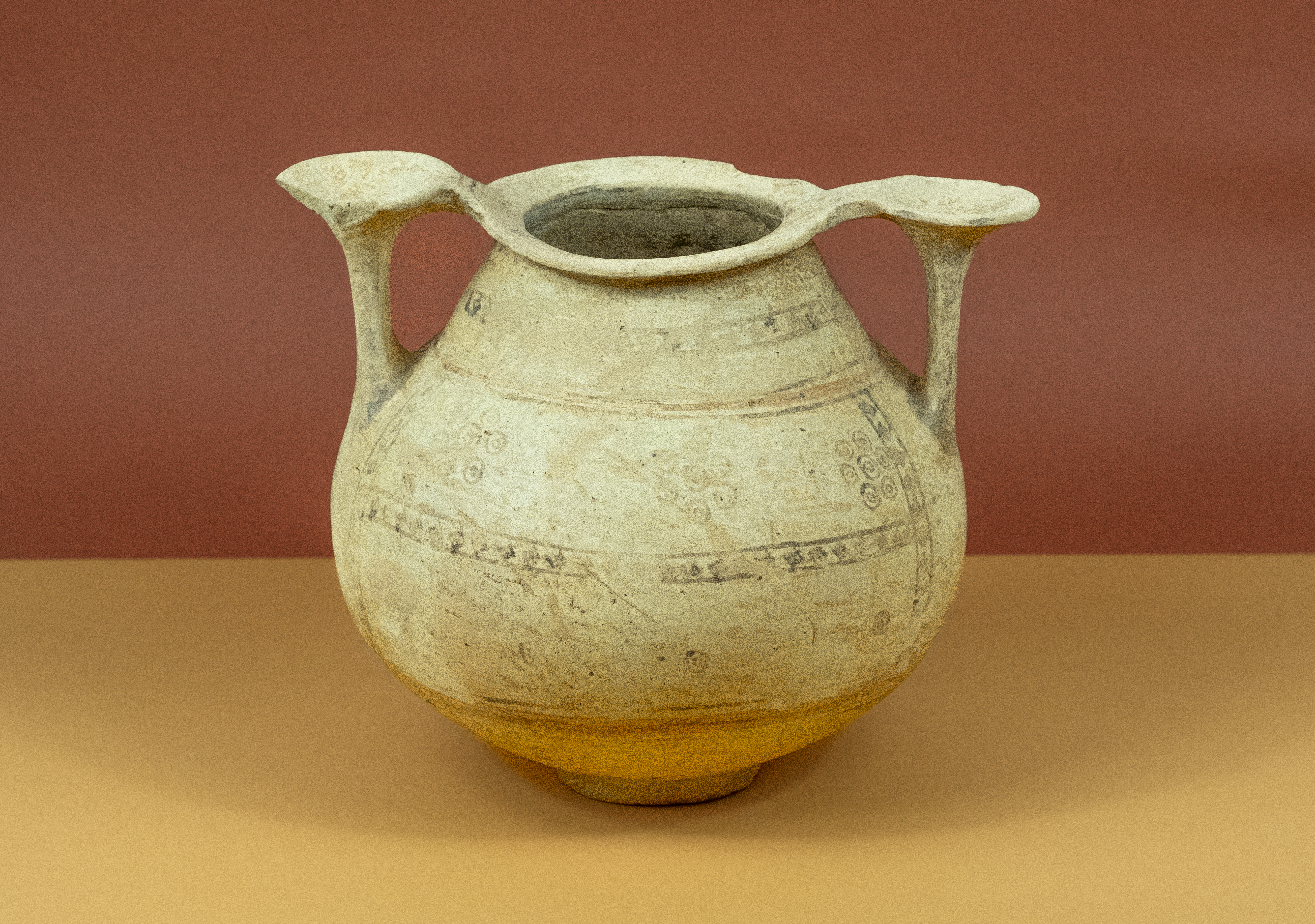
Cratere arcaico con anse a fungo dalla località Armino